# Minamoto no Shitagō
Minamoto no Shitagō (源 順), född 911, död 983 var en  waka-poet under Heian-perioden. Shitago var den som påbörjade sammanställningen Wamyō Ruijushō, det första japanska lexikonet. Han utsågs till en av Sanjūrokkasen (三十六歌仙, De trettiosex Odödliga Poeterna) av Fujiwara no Kintō, där urvalet gjordes bland poeter under Nara-, Asuka- och Heian-perioderna. Förutom Wamyō Ruijushō finns också bland de bevarade verken poesisamlingen Minamoto no Shitagōshū (源順集). Det finns också litteraturvetare som menar att Shitago är författaren bakom Taketori monogatari (japanska: 竹取物語), "Sagan om bambuhuggaren", en berömd japansk folksaga från 900-talet.
Shitago deltog i sammanställandet av Gosen Wakashū och också i kunyomi-versionen av Man'yōshū.

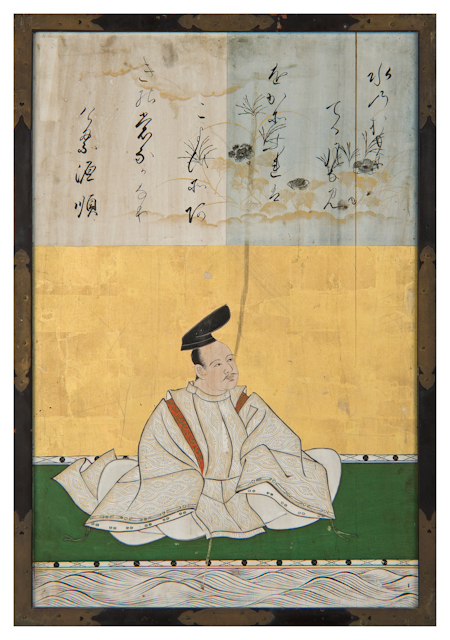
Minamoto no Shitagō gestalad av Kanō Yasunobu (1648).